# Leibarzt
Ein Leibarzt  ist ein Heilkundiger oder Mediziner, der im Dienste einer hochgestellten Persönlichkeit, beispielsweise eines Politikers, Königs, Präsidenten, Papstes oder Fürsten, steht. Er ist für das Wohl seines Patienten verantwortlich und in der Regel dazu verpflichtet, für diesen rund um die Uhr erreichbar zu sein.

## Historisches
Ärzte, die sich vor allem um die Gesundheit eines Herrschers kümmerten, sind seit der Antike bekannt. Bis in die Frühe Neuzeit hinein hatte der Begriff „Leibarzt“ (Physikus), mittelhochdeutsch līparzet, zwei unterschiedliche Bedeutungen. Der Begriff konnte allgemein für all jene Ärzte gebraucht werden, insbesondere jene mit einer akademischen Ausbildung, die innere Krankheiten behandelten, vor allem mit Arzneien, die die Kranken einnehmen mussten, im Gegensatz zu den Wundärzten (chirurgi), die Verletzungen und äußerliche Leiden wie Geschwüre, Hautveränderungen und dergleichen behandelten. Seit der Renaissance wird der Begriff dagegen zunehmend im heutigen Sinne gebraucht. Viele Leibärzte waren Universitätslehrer oder erfahrene, renommierte Stadtphysici und Praktiker. An vielen Fürstenhäusern gehörte der Leibarzt (Leibmedicus; Archiater) dem Hofstaat an. Manche genossen  eine besondere Vertrauensstellung, die weit über die medizinische Betreuung des hohen Patienten hinausging. Höfische Leibärzte mussten ihre Herrn oft auch auf Reisen begleiten. Es gab aber auch herrschaftliche Leibärzte „von Hause aus“, die nur dann an den Hof gerufen wurden, wenn man ihre Hilfe brauchte.

## Stellung des Leibarztes
Neben der  Behandlung von Krankheiten zählt historisch auch die Sorge um eine gesunde Lebensweise und um Speise und Trank zu den Aufgaben eines Arztes. Renommierte Leibärzte an großen Höfen wurden nicht selten üppig honoriert. Bei Misserfolgen drohten früher andererseits Entlassung, Verbannung, Kerkerhaft, Folter, Verstümmelung oder gar die Todesstrafe. Allerdings sind derlei Strafen nur in sehr seltenen Ausnahmefällen tatsächlich belegt. 
Auch in der heutigen Zeit und besonders durch die zunehmende Medienpräsenz stehen Leibärzte herausragender Persönlichkeiten verstärkt unter öffentlicher Kontrolle und werden nicht selten für das Wohlergehen, die Therapie bzw. gar für das Ableben ihrer Schützlinge medienwirksam zur Verantwortung gezogen.

## Kulturelle Rezeption
Die Figur des Leibarztes ist ein beliebtes Thema auch in Werken der Belletristik, so bei Antonio Cabanas, Ralf Günther, Heinz Konsalik, Paul Barz
Insbesondere dem Schicksal des Arztes Johann Friedrich Struensee am dänischen Königshof widmete sich Per Olov Enquist mit Der Besuch des Leibarztes. wie auch der dänische Historienfilm Die Königin und der Leibarzt (2012) von Nikolaj Arcel nach dem Roman von Bodil Steensen-Leth.